# Амирджанян, Альберт Артурович
Альберт Артурович Амирджанян (23 июля 1992, Санкт-Петербург, Россия) — российский боец армянского происхождения. Интерконтинентальный чемпионо по К-1 среди профессионалов по версии ISKA. Чемпион организации BSF. Тренируется в бойцовском клубе «Львиное сердце» (Lion Heart).

## Спортивная карьера

### Любительская карьера
- Чемпион Московкой области по тайскому боксу
- Победитель кубка Московской области по тайскому боксу
- Чемпион Московской области по кикбоксингу
- Чемпион Всероссийского мастерского турнира «Кубок Героев»
- Чемпион Всероссийского мастерского турнира «Кубок Содружества»
- Чемпион международной олимпиады боевых искусств «Восток Запад» Кубок «SKL», город Санкт-Петербург
- Чемпион Центрального и Северо-Западного Федеральных округов России
- Победитель кубка Европы по тайскому боксу, 2015 год, Анталия, Турция
- Мастер спорта Международного класса по тайскому боксу
- Кандидат в мастера спорта по кикбоксингу[1]

### Профессиональная карьера
- Чемпион Европы по версии WMF Pro am: Ларнака (Кипр), 2015 год[2]
- Чемпион Мира по Версии WMF Pro am: Бангкок (Таиланд), 2016 год[3]
- Интерконтинентальный чемпион среди профессионалов по версии Iska, 2019 год[4]